# Тичинський Богдан Михайлович
Богдан Михайлович Тичинський (псевдо: «Джот», «Панас») (1915, м. Золочів, Львівська область — червень 1941, м. Івано-Франківськ, (Дем'янів лаз)) — Коломийський окружний провідник ОУН протягом 1939—1940.

## Життєпис
Народився 1915 року в місті Золочеві. Здобув середню освіту, працював креслярем технічної канцелярії.
За часів польської окупації очолював Коломийський районний провід ОУН.
Восени 1939 року під радянською окупацією відновив підпільну мережу ОУН на Коломийщині, керував окружним та, одночасно, повітовим проводом. (До Коломийського окружного проводу, окрім Коломийського повіту, входили також Снятинський, Косівський та Городенківський повіти).
Заарештований 4 квітня 1940 року, засуджений до розстрілу 22 березня 1941 року. Знищений під час масових страт українських в'язнів на початку німецько-радянської війни в урочищі Дем'янів лаз (тепер у складі міста Івано-Франківськ).